# Clan Tachibana

El emblema (mon) del clan Tachibana

El Clan Tachibana (橘氏 Tachibana uji?) fue uno de los cuatro clanes que dominaron la política de Japón durante las eras Nara y Heian, junto con los clanes Taira, Minamoto y Fujiwara. Muchos miembros del clan Tachibana ejercieron altos cargos en la corte imperial, junto al Daijō-kan (Ministro de Estado), frecuentemente como Sadaijin (Ministro de la Izquierda). Como las otras familias principales en la corte, procuraban aumentar y asegurar su poder casándose con miembros de la familia imperial. Sin embargo, ya que el clan de Fujiwara ganó el poder en el curso de los siglos IX y X, el clan Tachibana se eclipsó y finalmente se dispersó a través del país. Aunque tuvieron altos puestos en el gobierno fuera de la capital, se les negaron así el nivel de poder e influencia dentro de la corte en Kyoto (Heian-kyō) del cual una vez disfrutaron. No tenían ninguna relación directa con el clan samurai Tachibana (立花) a partir del siglo XIV, quien remonta su linaje al clan Fujiwara.
El nombre de Tachibana fue otorgado a Agata-no-Inukai no Michiyo por la emperatriz Genmei en 708. Era la esposa del príncipe Minu, un descendiente del emperador Bidatsu y cuidó como madre a los príncipes Katsuragi y Sai. Más tarde se casó con Fujiwara no Fuhito y nació Kōmyōshi (Emperatriz Kōmyō). En 736, dieron a los príncipes Katsuragi y Sai el apellido Tachibana, renunciando su ingreso a la familia imperial. Se hicieron Tachibana no Moroe y Tachibana no Sai respectivamente.